# Carlo Antonio Venturi
Carlo Antonio Maria Venturi (Brescia, 11 ottobre 1805 – 1864) è stato un micologo italiano.
Nel 1842 pubblicò Studi micologici, in cui descrisse 62 specie di funghi. Nel 1845 pubblicò I Miceti dell'agro Bresciano, con 64 tavole, citazioni bibliografiche, annotazioni tossicologiche ed ecologiche.
Appassionato di musica ed abile suonatore di violino, nonché cultore degli strumenti ad arco, alla sua morte, per suo testamento, fu fondato l'Istituto Musicale Venturi "per l'istruzione musicale del Popolo".